# Бруннер, Мартин
Мартин Бруннер (нем. Martin Brunner; род. 23 апреля 1963) — швейцарский футболист, выступавший на позиции вратаря за сборную Швейцарии и швейцарские клубы «Грассхоппер» и «Лозанна».

## Клубная карьера
Мартин Бруннер начинал карьеру футболиста в швейцарском клубе «Грассхоппер» из своего родного города. В сезоне 1983/84 он дебютировал в швейцарской Национальной лиге А. Бруннер защищал ворота цюрихского клуба до 1994 года, выиграв с ним целый ряд национальных трофеев. В 1994 вратарь перешёл в «Лозанну», с которой дважды становился обладателем Кубка Швейцарии.

## Карьера в сборной
9 апреля 1986 года Мартин Бруннер дебютировал за сборную Швейцарии, выйдя на замену в домашнем товарищеском матче с командой ФРГ.
Мартин Бруннер был включён в состав сборной Швейцарии на чемпионат мира по футболу 1994 года в США, где играл роль резервного голкипера и на поле так и не появился.

## Достижения
«Грассхоппер»
- Чемпион Швейцарии (3): 1983/84, 1989/90, 1990/91
- Обладатель Кубка Швейцарии (4): 1987/88, 1988/89, 1989/90, 1993/94

 «Лозанна»
- Обладатель Кубка Швейцарии (2): 1997/98, 1998/99